# Grand-Santi
Grand-Santi è un comune francese situato nella Guyana francese.